# Oreneta enfaixada
L'oreneta enfaixada (Atticora fasciata) és una espècie d'ocell de la família dels hirundínids (Hirundinidae). Habita en boscos prop de l'aigua a les terres baixes del sud-est de Colòmbia, sud i sud-est de Veneçuela i Guaiana, est de l'Equador i del Perú, nord de Bolívia i Brasil amazònic, cap al sud fins al nord de Mato Grosso i Rondônia. El seu estat de conservació es considera de risc mínim.
En diverses llengües rep el nom de "Oreneta de banda blanca" (Anglès: White-banded Swallow. Francès: Hirondelle à ceinture blanche).